# Крутая Гора (Ленинградская область)
Крутая Гора (до 1948 года Орьянсаари, фин. Orjansaari) — деревня в Раздольевском сельском поселении Приозерского района Ленинградской области.

## Название
Название Orjansaari переводится как «Рабский остров» или «Рабская деревня на высоком месте».
Постановлением общего собрания граждан деревни Орьянсаари в начале 1948 года ей было присвоено новое название Крутая Гора.

## История
В Обложной книге Водской Пятины 1500 года упоминается деревня Орьян-саари или Орин-острова. К ней относились деревня Костуево в поле, Иваново в Орьян-саари, где насчитывалось, в общей сложности, двадцать дворов. Здесь располагалось подворье Валаамского монастыря.
По переписи, проведённой в 1592 году здесь проживали: Иван Куйсмы сын, Кнут сын Иханна, Паавали Татти, Сипи сын Пиетари, Матти Пеннанен, Сигри Ханно, Матти Лалли и Кнут Кюрёнен. 
На 1613 год в деревне числилось семь дворов. 
В 1720-х годах Орьян-саари вместе с близлежащими деревнями попало в список земель, принадлежащих усадьбе Лейнинкюлян-хови.
В начале XX века в деревне Орьян-саари насчитывался 81 жилой дом, 75 коровников и 74 сауны. В 1911 году появилась своя школа, имевшая собственное здание и обучавшая до восьмидесяти учеников разных классов. Существовало два магазина, две водяные мельницы, которые работали некоторое время в качестве лесопилен.

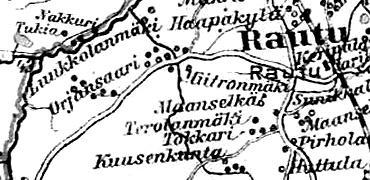
Деревня Орьянсаари на финской карте 1923 года

До 1940 года деревня Орьянсаари входила в состав волости Рауту Выборгской губернии Финляндской республики. 
С 1 мая 1940 года в составе Сувемякского сельсовета Раутовского района.
С 1 июля 1941 года по 31 мая 1944 года финская оккупация.
С 1 января 1945 года в составе Нурмиярвского сельсовета.
С 1 октября 1948 года в составе Борисовского сельсовета Сосновского района.
С 1 января 1949 года учитывается как деревня Крутая Гора.
С 1 января 1950 года в составе Сосновского сельсовета Сосновского района.
В 1954 году деревня насчитывала 113 жителей.
С 1 декабря 1960 года в составе Борисовского сельсовета Приозерского района.
С 1 февраля 1963 года — в составе Выборгского района.
С 1 января 1965 года — вновь в составе Приозерского района. В 1965 году деревня насчитывала 56 жителей. 
По данным 1966, 1973 и 1990 годов деревня Крутая Гора входила в состав Борисовского сельсовета.
В 1997 году в деревне Крутая Гора Борисовской волости проживали 11 человек, в 2002 году — 36 человек (русские — 89 %).
В 2007 году в деревне Крутая Гора Раздольевского СП проживали 47 человек, в 2010 году — 50 человек.

## География
Деревня расположена в южной части района на автодороге 41А-025 (Ушково — Пятиречье).
Расстояние до административного центра поселения — 7 км.
Расстояние до ближайшей железнодорожной станции Сосново — 4 км.
Деревня находится на левом берегу реки Мокроус. 

## Демография
| 2007 | 2010 | 2017 |
| ---- | ---- | ---- |
| 47   | ↗50  | ↗52  |

## Фото

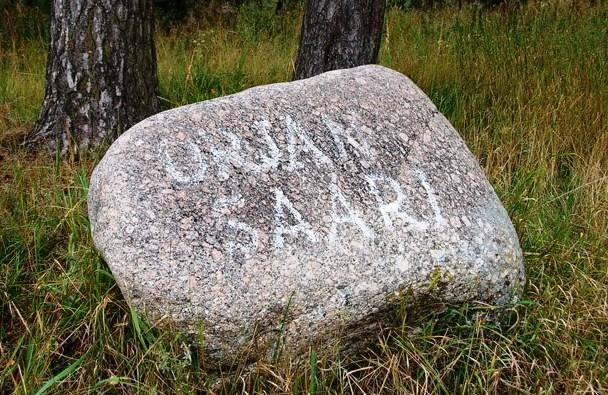
Памятная надпись на камне со старым названием деревни
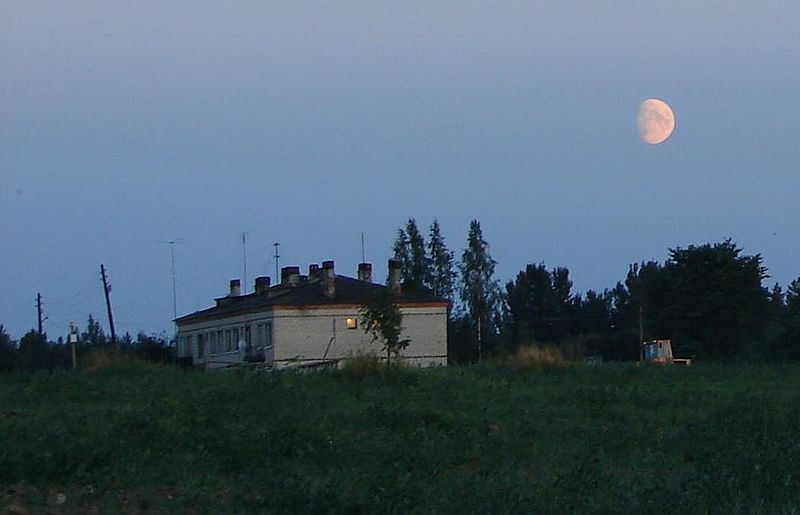
Современная деревня
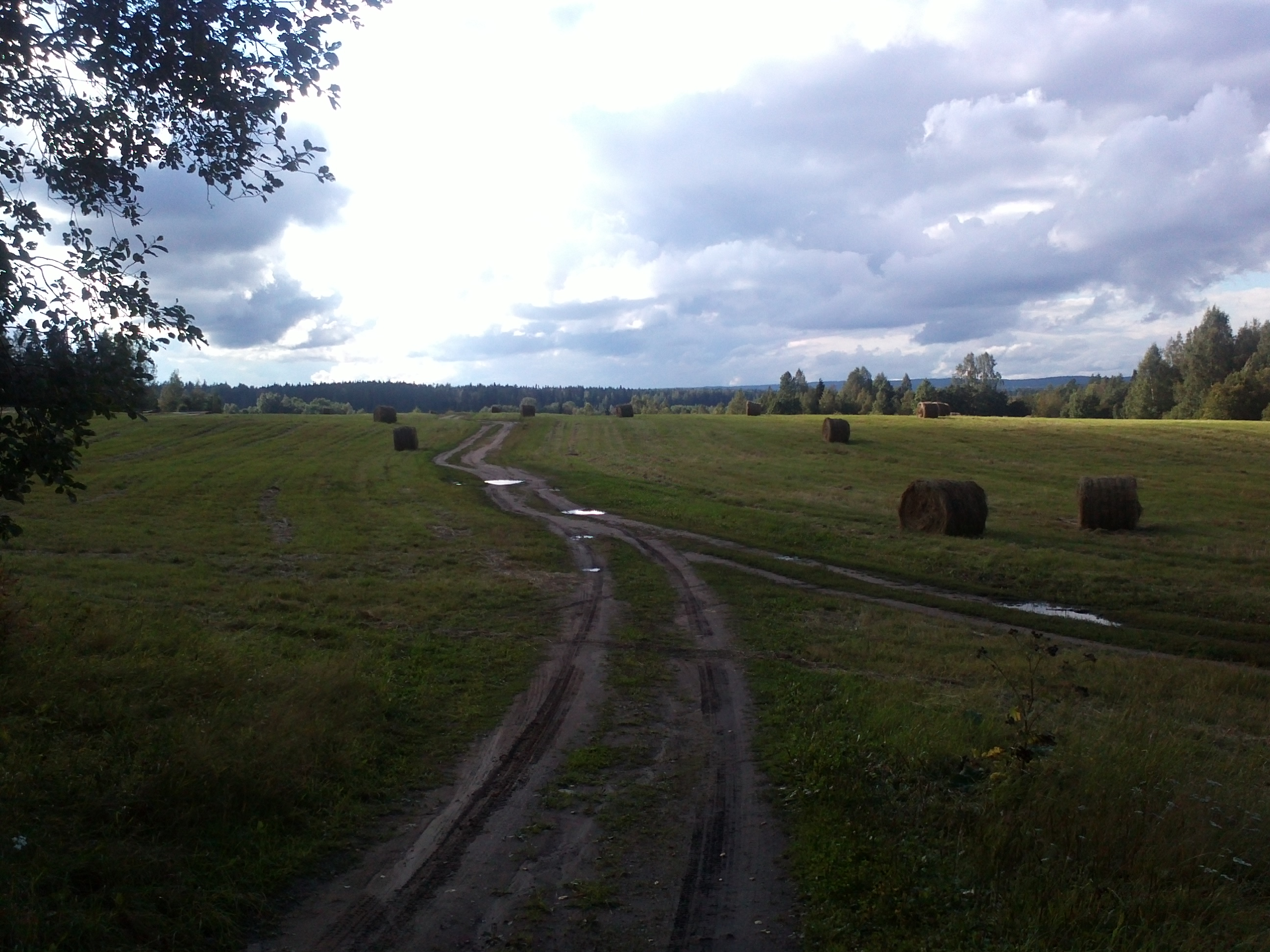
Поле

## Улицы
Котовская.

## Садоводства
Завидное, Крутая Гора, Крутая Горка, Раздолье, Экран, Электрон